# Pterula tenuissima
Pterula tenuissima är en svampart som först beskrevs av Moses Ashley Curtis, och fick sitt nu gällande namn av Corner 1950. Pterula tenuissima ingår i släktet Pterula och familjen mattsvampar.   Inga underarter finns listade i Catalogue of Life.